# Дьяконица (деревня)
Дьяконица — деревня в Шекснинском районе Вологодской области.
Входит в состав сельского поселения Домшинского, с точки зрения административно-территориального деления — в Домшинский сельсовет.
Расстояние по автодороге до районного центра Шексны — 25 км, до центра муниципального образования Нестерово — 6 км. Ближайшие населённые пункты — Пестово, Булатово, Яковцево, Алферово, Чернеево.
По переписи 2002 года население — 12 человек.